# Johannes Lochner
Johannes Lochner (né le 15 octobre 1990 à Berchtesgaden) est un bobeur allemand. Ses dernières victoires sont le bob à deux hommes à Igls en 2020 et le bob à deux hommes à Saint Moritz en 2020.

## Palmarès

### Jeux Olympiques
- : médaillé d'argent en bob à deux aux Jeux olympiques d'hiver de 2022 à Pékin  Chine.
- : médaillé d'argent en bob à quatre aux Jeux olympiques d'hiver de 2022 à Pékin  Chine.

### Championnats monde
- : médaillé d'or en bob à 4 aux championnats monde de 2017.
- : médaillé d'or en bob à 2 aux championnats monde de 2023.
- : médaillé d'or en équipe mixte aux championnats monde de 2016, 2017 et 2019.
- : médaillé d'argent en bob à 2 aux championnats monde de 2015, 2016, 2020, 2021 et 2025.
- : médaillé d'argent en bob à 4 aux championnats monde de 2020, 2024 et 2025.
- : médaillé d'argent en équipe mixte aux championnats monde de 2015.
- : médaillé de bronze en bob à 2 aux championnats monde de 2017 et 2024.
- : médaillé de bronze en bob à 4 aux championnats monde de 2021.

### Coupe du monde
- 2 globes de cristal : 
  - Vainqueur du classement bob à 2 en 2023.
  - Vainqueur du classement bob à 4 en 2018.
- 90 podiums  : 
  - en bob à 2 : 19 victoires, 20 deuxièmes places et 10 troisièmes places.
  - en bob à 4 : 14 victoires, 16 deuxièmes places et 11 troisièmes places.
- 1 podium en équipe mixte : 1 victoire.

#### Détails des victoires en Coupe du monde
| Édition   | Bob à 2                                        | Bob à 4                                |
| 2016-2017 | Saint-Moritz Königssee                         | Altenberg Winterberg Königssee         |
| 2017-2018 |                                                | Park City Winterberg Igls Saint-Moritz |
| 2018-2019 |                                                | Königssee                              |
| 2019-2020 | Lake Placid Saint-Moritz                       | Winterberg                             |
| 2020-2021 | Igls                                           |                                        |
| 2022-2023 | Lake Placid Winterberg Altenberg x2 Sigulda x2 |                                        |
| 2023-2024 | Pékin Igls Saint-Moritz Lillehammer            | Pékin x2 Saint-Moritz                  |
| 2024-2025 | Sigulda Saint-Moritz Igls Lillehammer II       | Lillehammer I Lillehammer II           |